# Département Bouches-de-la-Meuse

Landkarte der Départements in der heutigen Benelux-Region

Das Département des Bouches de la Meuse (deutsch Departement der Mündungen der Maas; niederländisch Departement van de monden van de Maas) war ein von 1811 bis 1813 zum französischen Staat gehörendes Département. Es ging aus dem holländischen Departement Maasland des Königreich Hollands hervor.
Das Gebiet stimmt ungefähr mit dem der heutigen Provinz Südholland, wie sie nach der Teilung der Niederlande (1840) entstanden ist.

## Gliederung
Hauptort (chef-lieu) des Departements bzw. Sitz der Präfektur war die Stadt Den Haag (La Haye). Es war in sechs Arrondissements und 35 Kantone eingeteilt:
| Arrondissement     | Hauptorte der Kantone, Sitz der Friedensgerichte                                                             |
| ------------------ | --- |
| Den Haag (La Haye) | Alphen, Den Haag (4 Kantone), Katwijk, Voorburg                                                              |
| Brielle            | Brielle, Goedereede, Sommelsdijk                                                                             |
| Dordrecht          | Dordrecht (2 Kantone), Oud-Beijerland, Ridderkerk, Strijen                                                   |
| Gorinchem (Gorcum) | Culemborg, Gorinchem, Sliedrecht                                                                             |
| Leiden (Leyde)     | Leiden (3 Kantone), Noordwijk, Woubrugge                                                                     |
| Rotterdam          | Delft (2 Kantone), Gouda, Haastrecht, Hillegersberg, Naaldwijk, Rotterdam (4 Kantone), Schiedam, Vlaardingen |

Das Departement hatte eine Fläche von 2.062 Quadratkilometern und nach einer Statistik aus dem Jahr 1813 insgesamt 209.234 Einwohner.